# Ипа (деревня)
 Ипа — деревня в Усть-Вымском районе Республики Коми в составе сельского поселения  Кожмудор. 

## География
Расположена на левобережье Вычегды на расстоянии примерно 14 км по прямой от районного центра села Айкино на юго-восток.  

## История
Известна с 1782 года как деревня Ипинская с 9 дворами и 45 жителями. В 1918 году здесь 193 жителя, в 1925 (уже Ипа) 43 двора и 176 жителей, в 1939 (Иппа) 208 жителей, в 1970 (снова Ипа) 49, в 1989 15, в 1995 12 (7 хозяйств).

## Население
Постоянное население  составляло 9 человек (коми 89%) в 2002 году, 8 в 2010 .